# Литтон 4A
Литтон 4A (англ. Lytton 4A) — індіанська резервація в Канаді, у провінції Британська Колумбія, у межах регіонального округу Томпсон-Нікола.

## Населення
За даними перепису 2016 року, індіанська резервація не ма постійного населення.

## Клімат
Середня річна температура становить 6,9°C, середня максимальна – 20,7°C, а середня мінімальна – -10,3°C. Середня річна кількість опадів – 474 мм.
| Клімат поселення                              | Клімат поселення | Клімат поселення | Клімат поселення | Клімат поселення | Клімат поселення | Клімат поселення | Клімат поселення | Клімат поселення | Клімат поселення | Клімат поселення | Клімат поселення | Клімат поселення | Клімат поселення |
| Показник                                      | Січ.             | Лют.             | Бер.             | Квіт.            | Трав.            | Черв.            | Лип.             | Серп.            | Вер.             | Жовт.            | Лист.            | Груд.            |                  |
| Середній максимум, °C                         | 2,08             | 5,28             | 9,00             | 12,77            | 16,92            | 20,66            | 20,42            | 20,56            | 16,21            | 10,39            | 3,82             | −0,43            |                  |
| Середня температура, °C                       | −4,12            | −0,93            | 2,79             | 6,56             | 10,73            | 14,45            | 17,44            | 17,58            | 13,23            | 7,41             | 0,83             | −3,43            |                  |
| Середній мінімум, °C                          | −10,33           | −7,12            | −3,4             | 0,35             | 4,52             | 8,24             | 14,45            | 14,59            | 10,24            | 4,43             | −2,15            | −6,42            |                  |
| Норма опадів, мм                              | 55               | 33               | 30               | 24               | 35               | 40               | 35               | 31               | 27               | 43               | 61               | 60               |                  |
| Середньомісячна швидкість вітру, м/с          | 2.10             | 2.16             | 2.45             | 2.70             | 2.51             | 2.41             | 2.23             | 2.03             | 1.88             | 2.08             | 2.13             | 2.10             |                  |
| Середньомісячна сонячна радіація, кДж/м²·день | 3219             | 6379             | 10748            | 15726            | 19270            | 20789            | 21782            | 18598            | 13150            | 7341             | 3532             | 2511             |                  |
| --------------------------------------------- | ---------------- | ---------------- | ---------------- | ---------------- | ---------------- | ---------------- | ---------------- | ---------------- | ---------------- | ---------------- | ---------------- | ---------------- | ---------------- |
| Джерело:                                      |                  |                  |                  |                  |                  |                  |                  |                  |                  |                  |                  |                  |                  |